# Биоза
Биоза (фр. Biozat) насеље је и општина у централној Француској у региону Оверња, у департману Алије која припада префектури Виши.
По подацима из 2011. године у општини је живело 754 становника, а густина насељености је износила 45,81 становника/km². Општина се простире на површини од 16,46 km². Налази се на средњој надморској висини од 366 метара (максималној 404 m, а минималној 326 m).

## Демографија
| 1962. | 1968. | 1975. | 1982. | 1990. | 1999. | 2011. |
| ----- | ----- | ----- | ----- | ----- | ----- | ----- |
| 594   | 680   | 663   | 684   | 716   | 663   | 754   |

График промене броја становника у току последњих година